# Passiflora cerasina
Passiflora cerasina Annonay & Feuillet – gatunek rośliny z rodziny męczennicowatych (Passifloraceae Juss. ex Kunth in Humb.). Występuje endemicznie w Gujanie.

## Morfologia
PokrójZdrewniałe, trwałe, nagie liany.
LiścieOwalne, rozwarte lub ostrokątne u podstawy. Mają 13–15 cm długości oraz 6–8,5 cm szerokości. Całobrzegie, z tępym lub ostrym wierzchołkiem. Ogonek liściowy jest nagi i ma długość 20–22 mm. Przylistki są liniowe, mają 3–5 mm długości.
KwiatyPojedyncze. Działki kielicha są podłużnie owalne, białawo-czerwone, mają 4 cm długości. Płatki są podłużne, czerwonawe, mają 4 cm długości. Przykoronek ułożony jest w dwóch rzędach, fioletowo-biały, ma 20–52 mm długości.
OwoceSą prawie jajowatego kształtu. Mają 4,5–5 cm długości i 3,9–4,2 cm średnicy.